# Gerardus Kuypers
Gerardus Kuypers (Mijnsheerenland, 11 oktober 1722 - Groningen, 5 juni 1798) was een Nederlands gereformeerd predikant en hoogleraar in de theologie aan de universiteit van Groningen. Hij is vooral bekend geworden door zijn rol in de Nijkerkse beroeringen, die ontstonden toen hij predikant in Nijkerk was.

## Levensloop
Gerardus Kuypers was de zoon van de predikant François Kuypers, die onder andere enkele pamfletten tegen de hernhutters publiceerde. Hij studeerde van 1738 tot 1744 in Leiden theologie en Oosterse talen. Na zijn studie werkte hij als hulpprediker in Amsterdam tot hij in 1745 predikant van Jutphaas werd. Op 27 april 1749 deed hij intrede in Nijkerk. 
Al in november van hetzelfde jaar begon een opwekkingsbeweging die zich kenmerkte door toenemend zondebesef onder de gemeenteleden en meer belangstelling voor de prediking. Meer de aandacht trokken echter de emotionele uitbarstingen tijdens de kerkdiensten. Door deze verschijnselen kregen de plaatselijke predikanten veel kritiek van theologen, onder wie de Leidse leermeester van Kuypers, Johannes van den Honert. Kuypers verdedigde echter de opwekkingsbeweging door te verwijzen naar de geestelijke opleving die volgens hem in de gemeente had plaats gehad, ook al was hij zelf minder gelukkig met de onrust in de kerkdiensten. Deze probeerde hij te verminderen doordat hij de mensen die hun emoties niet konden beheersen uit de kerk liet brengen. Al in 1750 was de opwekkingsbeweging over haar hoogtepunt heen al ging de discussie over het beroeringswerk nog tot 1752 door.
In 1759 werd Kuypers predikant van de Groningse stad Winschoten, maar hij vertrok het volgende jaar alweer naar het nabijgelegen Scheemda. In 1765 werd Kuypers onverwacht benoemd tot hoogleraar in de theologie in Groningen en academieprediker als opvolger van Daniël Gerdes. In zijn inaugurele oratie toonde de vroegere opwekkingsprediker zich een gematigd aanhanger van de Verlichting. Zijn vakgebied was de homiletiek (predikkunde), dogmatiek en de exegese. Kuypers bleef professor tot zijn overlijden in 1798.